# Sunrise (película de 2024)
Sunrise es una película de terror de 2024 dirigida por Andrew Baird a partir de un guion de Ronan Blaney. Está protagonizada por Guy Pearce y Alex Pettyfer, quien también produce, junto a Martin Brennan y Jib Polhemus. 
Se estrenó en cines y digitalmente el 19 de enero de 2024.

## Sinopsis
Un pueblo rural es atacado por un vampiro.

## Elenco
- Alex Pettyfer como Fallon
- Guy Pearce como Reynolds
- Olwen Fouéré como Ma Reynolds
- Kurt Yaeger como Gillespie
- Crystal Yu como Yan Loi
- William Gao como Edward
- Forrest Bothwell como Petrie
- Richard Pettyfer como Sam
- Riley Chung como Emily
- Chike Chan como el Sr. Loi
- Tamara Chanel White como Clare Fallon

## Producción
La película es producida por Martin Brennan. El director Baird y el actor Guy Pearce trabajaron juntos anteriormente en 2020 en la película Zone 414. Solution Entertainment Group se encargó de las ventas del proyecto en el European Film Market.

### Rodaje
La fotografía principal tuvo lugar en Irlanda del Norte en febrero de 2023.

## Estreno
Sunrise es distribuida por Lionsgate Films. Se estrenó en cines el 19 de enero de 2024.